# Lamprospilus collucia
Lamprospilus collucia is een vlinder uit de familie van de Lycaenidae. De wetenschappelijke naam van de soort werd als Thecla collucia in 1913 gepubliceerd door Schaus.

## Synoniemen
- Thecla madie Weeks, 1906
- Thecla amphrade Schaus, 1913
- Thecla iodinus Kaye, 1914
- Thecla posetta Dyar, 1914
- Gigantorubra shueyi Johnson, 1993